# Бусур
Бусур је насеље у Србији у општини Петровац на Млави у Браничевском округу. Према попису из 2022. било је 815 становника.
Разбијеног је типа и подељено на засеоке: Илићи, Адамовићи, Траиловићи, Перићи, Јанићи, Мађари, Маиловићи, Церовак итд. Око села се налазе висови: Велико брдо (351 m) на југу, Ђуриначко брдо (296 m) на југозападу. Надморска висина села је од 188 до 314 m. Површина атара износи 1873 ha. Кроз село протиче река Бусур, која се код Петровца улива у Млаву. Назив села потиче од речне воде која је у време великих киша „бучила“. Подељен је на две „мале": Горњу и Доњу. У селу се налази више извора: Васиљев кладенац, кладенци код школе, код Гичиља поток, код Циганског потока, на Станчило брду и извор Бабин поток. По предању Бусур је раније био на Палилулама и носио назив Честобродица, одакле је због честих поплава почетком 20. века премештен на виши терен, данашњу локацију. Становништво је влашко досељено углавном из Црне реке, Тимочке крајине и Ресаве. Трагови старих насеља налазе се у потезима: Падина - Стара чаршија, Манастир, Морминц, Жулучара. Они сведоче о интензивном животу на овим просторима током минулих епоха.

## Демографија
У насељу Бусур живи 915 пунолетних становника, а просечна старост становништва износи 42,3 година (41,7 код мушкараца и 42,9 код жена). У насељу има 315 домаћинстава, а просечан број чланова по домаћинству је 3,71.
Становништво у овом насељу веома је нехомогено, а у последња три пописа, примећен је пад у броју становника.
|  |

| Демографија | Демографија | Демографија |
| Година      | Становника  | Становника  |
| ----------- | ----------- | ----------- |
| 1948.       | 1.699       |             |
| 1953.       | 1.839       |             |
| 1961.       | 1.841       |             |
| 1971.       | 1.776       |             |
| 1981.       | 1.730       |             |
| 1991.       | 1.704       | 1.405       |
| 2002.       | 1.171       | 1.578       |
| 2011.       | 1.025       |             |

| Етнички састав према попису из 2002.‍ | Етнички састав према попису из 2002.‍ | Етнички састав према попису из 2002.‍ | Етнички састав према попису из 2002.‍ | Етнички састав према попису из 2002.‍ |
| ------------------------------------ | ------------------------------------ | ------------------------------------ | ------------------------------------ | ------------------------------------ |
|                                      |                                      |                                      |                                      |                                      |
| Власи                                | Власи                                |                                      | 553                                  | 47,22%                               |
| Срби                                 | Срби                                 |                                      | 517                                  | 44,15%                               |
| Румуни                               | Румуни                               |                                      | 17                                   | 1,45%                                |
| непознато                            | непознато                            |                                      | 9                                    | 0,76%                                |

| Година пописа     | 1948. | 1953. | 1961. | 1971. | 1981. | 1991. | 2002. |
| ----------------- | ----- | ----- | ----- | ----- | ----- | ----- | ----- |
| Број домаћинстава | 358   | 370   | 402   | 388   | 373   | 349   | 315   |

| Број чланова      | 1  | 2  | 3  | 4  | 5  | 6  | 7  | 8  | 9 | 10 и више | Просек |
| ----------------- | -- | -- | -- | -- | -- | -- | -- | -- | - | --------- | ------ |
| Број домаћинстава | 46 | 68 | 40 | 44 | 52 | 35 | 19 | 10 | 1 | 0         | 3,71   |

| Пол    | Укупно | Неожењен/Неудата | Ожењен/Удата | Удовац/Удовица | Разведен/Разведена | Непознато |
| ------ | ------ | ---------------- | ------------ | -------------- | ------------------ | --------- |
| Мушки  | 465    | 50               | 351          | 50             | 14                 | 0         |
| Женски | 490    | 33               | 351          | 86             | 17                 | 3         |
| УКУПНО | 955    | 83               | 702          | 136            | 31                 | 3         |

| Пол    | Укупно                    | Пољопривреда, лов и шумарство | Рибарство                            | Вађење руде и камена | Прерађивачка индустрија       |
| ------ | ------------------------- | ----------------------------- | ------------------------------------ | -------------------- | ----------------------------- |
| Мушки  | 303                       | 275                           | 0                                    | 0                    | 6                             |
| Женски | 223                       | 212                           | 0                                    | 0                    | 2                             |
| УКУПНО | 526                       | 487                           | 0                                    | 0                    | 8                             |
| Пол    | Производња и снабдевање   | Грађевинарство                | Трговина                             | Хотели и ресторани   | Саобраћај, складиштење и везе |
| Мушки  | 0                         | 8                             | 1                                    | 0                    | 5                             |
| Женски | 0                         | 0                             | 2                                    | 2                    | 0                             |
| УКУПНО | 0                         | 8                             | 3                                    | 2                    | 5                             |
| Пол    | Финансијско посредовање   | Некретнине                    | Државна управа и одбрана             | Образовање           | Здравствени и социјални рад   |
| Мушки  | 0                         | 1                             | 2                                    | 3                    | 2                             |
| Женски | 0                         | 0                             | 0                                    | 1                    | 4                             |
| УКУПНО | 0                         | 1                             | 2                                    | 4                    | 6                             |
| Пол    | Остале услужне активности | Приватна домаћинства          | Екстериторијалне организације и тела | Непознато            | Непознато                     |
| Мушки  | 0                         | 0                             | 0                                    | 0                    | 0                             |
| Женски | 0                         | 0                             | 0                                    | 0                    | 0                             |
| УКУПНО | 0                         | 0                             | 0                                    | 0                    | 0                             |